# Acanthophyllum stewartii
Acanthophyllum stewartii är en nejlikväxtart som först beskrevs av Thoms., Michael Pakenham Edgeworth och Hook.f., och fick sitt nu gällande namn av Youssef Ibrahim Barkoudah. Acanthophyllum stewartii ingår i släktet Acanthophyllum och familjen nejlikväxter. Inga underarter finns listade i Catalogue of Life.